# Флеминг, Уэнделл
Венделл (Уэнделл) Хелмс Флеминг (англ. Wendell Helms Fleming; 7 марта 1928, Гатри, Оклахома — 18 февраля 2023, Бристол, Род-Айленд) — американский математик, специалист в области геометрического анализа и стохастических дифференциальных уравнений.

## Биография
Родился в Гатри, Оклахома, где его отец временно работал учителем. В 1929 году семья вернулась в Индиану и поселилась на ферме недалеко от Салливана.
Окончил Салливанскую школу (1945) и Университет Пердью по специальности «химическая инженерия». Затем стал изучать математику.
В 1951 году в Университете Висконсин-Мэдисон защитил докторскую диссертацию «Пограничные и связанные с ними понятия для обобщенных параметрических поверхностей» (Boundary and related notions for generalized parametric surfaces), научный руководитель Лоренс Янг (Laurence Chisholm Young).
В 1951—1955  — математик в корпорации РАНД (RAND).
В 1955—1958   — профессор-ассистент Университета Пердью.
В 1958—1995 — профессор, с 1995 года эмеритированный профессор Брауновского университета. В 1965—1968 —  председатель департамента математики. В 1982—1985 и 1991—1994 годы — начальник отдела прикладной математики.
В течение года читал лекции в Университете Висконсина и такой же срок — в Стэнфордском университете.
В 1960 году вместе с Гербертом Федерером, используя разработанную ими теорию потоков, решил задачу Плато для общего случая (задача Плато — вопрос о существовании минимальной поверхности с заданной границей: доказать существование поверхности наименьшей площади с границей, образованной заданной жордановой кривой в пространстве).
Автор (вместе с Федерером) геометрической теории меры (geometric measure theory).
Начиная с 1980-х годов сфера научных интересов — стохастические процессы и стохастические дифференциальные уравнения.
Под его руководством защищено 22 докторские диссертации.
Автор (соавтор) 7 книг и 78 научных статей. Выступил на 34 конференциях.

## Награды
- 1987 — Премия имени Лероя Стила Американского математического общества (вместе с Федерером);
- 1994 — премия Рейда Общества промышленной и прикладной математики;
- 1995 — член Американской академии художеств и наук;
- 1991 — почётный доктор Университета Пердью;
- 2006 — Премия Айзекса;
- 2012 — член Американского математического общества;
- 2012 — член Национальной академии наук США.

## Сочинения
- Stochastic Differential Systems, Stochastic Control Theory and Applications. Wendell Helms Fleming, Pierre-Louis Lions. Springer-Verlag, 1988 — Всего страниц: 609
- Advances in Filtering and Optimal Stochastic Control: Proceedings of the IFIP-WG 7/1 Working Conference Cocoyoc, Mexico, February 1-6, 1982. W. H. Fleming, L. G. Gorostiza. Springer Berlin Heidelberg, 12 мар. 2014 г. — Всего страниц: 393
- Wendell Fleming; Jerome L. Stein. Stochastic optimal control, international finance and debt. — Munich : CES, 2002
- Stochastic intertemporal optimization in discrete time. Fleming, Wendell Helms. — Munich : CES, 2000
- Functions of several variables. Fleming, Wendell Helms. — New York, Heidelberg, Berlin : Springer, 1977, 2. ed.
- Functions of several variables. Fleming, Wendell Helms. — New York : Springer, [1982], 2. ed.
- Deterministic and stochastic optimal control. Fleming, Wendell Helms, Raymond W. Rishel. — Berlin, Heidelberg, New York : Springer, 1975
- Federer, Herbert; Fleming, Wendell H. (1960),  Normal and integral currents», Annals of Mathematics, II, 72 (4): 458—520, doi:10.2307/1970227,JSTOR 1970227, MR 0123260, Zbl 0187.31301. Первая работа Федерера и Флеминга, иллюстрирующая их подход к теории периметров (theory of perimeters), основанной на теории гомологических токов (theory of currents).
- with Halil Mete Soner: Controlled Markov Processes and Viscosity Solutions, Springer, 1992, 2nd edition 2006